# Sympetrum nomurai
Sympetrum nomurai là loài chuồn chuồn trong họ Libellulidae. Loài này được Asahina miêu tả khoa học đầu tiên năm 1997.